# Leptodrymus pulcherrimus
Leptodrymus pulcherrimus — вид змій родини полозових (Colubridae). Мешкає в Центральній Америці. Це єдиний представник монотипового роду Leptodrymus.

## Поширення і екологія
Leptodrymus pulcherrimus мешкають на тихоокеанських низовинах і в передгір'ях від Гватемали до Месети-Оксиденталь в Коста-Риці, а також на атлантичних схилах в долині Мотаґуа в Гватемалі та на північному заході Гондурасу. Вони живуть у вологих і сухих тропічних лісах, на висоті від 10 до 1300 м над рівнем моря. Відкладають яйця.